# Fluwelen Burgwal
De Fluwelen Burgwal (vroeger Fluwelenburgwal) in Den Haag ligt tussen de Herengracht en de Wijnhaven. De naam zou te danken zijn aan een zeventiende-eeuwse fluweelwever die aan de burgwal gevestigd was.

## Bebouwing
Onder de Republiek was aan de Fluwelen Burgwal het Logement van Gorkum, Schiedam en Schoonhoven gevestigd, evenals de allereerste ambassade ter wereld van de jonge Amerikaanse republiek. Door John Adams, een van de Amerikaanse Founding Fathers, later tweede president van de Verenigde Staten tussen 1797 en 1801, werd in 1782 voor dit doel een huis gekocht. Dit had het huisnummer 18 en stond noordelijk naast het huidige kantoorpand dat betrokken is geweest door de Vrijmetselaars. De gracht, die de naam Pauwengracht had, en zonder kade aan de kant van de binnenstad lag, is rond 1858 gedempt.
Het Logement en de ambassade hebben plaatsgemaakt voor het gebouw van de voormalige Algemeene Landsdrukkerij (nu omgevormd tot SDU en verhuisd naar de Prinses Beatrixlaan) – met een origineel tegeltableau van de Haagse Plateelbakkerij Rozenburg. Daarnaast staat het voormalige stadspaleis van Prins Frederik dat in de negentiende eeuw werd gebouwd. Dit werd door Grootmeester Prins Frederik geschonken aan de Orde der Vrijmetselaren onder het Grootoosten der Nederlanden. De Orde liet in 1910 een historiserende quasi-18e-eeuwse voorgevel aanbrengen. De gebouwen maken nu deel uit van de nieuwe wijk De Resident.
In de jaren tachtig verrees een nieuwe Sint-Antonius van Padua- of Boskantkerk van de rooms-katholieke Boskant-gemeente (nu RK Spiritueel Centrum De Boskant en sinds 2015 kloostergemeenschap van de Dienaressen van de Heer en de Maagd van Matará), die in de plaats kwam van een noodkerk op de hoek van de Fluwelen Burgwal en de Korte Houtstraat. In de voortuin van het gemeentelijke monument op nr. 1e staat een moerascipres, officieel een ‘gemeentelijke monumentale boom’. Enkele delen van de bebouwing zijn ‘beschermd stadsgezicht’: zonder toestemming van de gemeente zijn wijzigingen aan de panden niet toegestaan, en de gemeente zal ingediende plannen beoordelen op hun ‘ensemble-waarde’, het effect op de omringende panden. Het straatgedeelte tussen de nummers 1F en 9 (aan de kant van de binnenstad) valt hier bijvoorbeeld onder. Dit gedeelte is in 1890 gebouwd. Een deel is in 1937 veranderd en tot garage verbouwd. Aan deze kant van de straat is een van de in het centrum van Den Haag zeer schaarse voortuinen.

## Verkeer
In de jaren 1930 werd de Fluwelen Burgwal een belangrijke verkeersweg in de verbinding naar Leiden en later naar de A12. In de Haagse binnenstad werden volgens het plan van de architect Berlage veel huizen afgebroken ten gunste van enkele verkeersdoorbraken. Zo ontstond onder meer de doorgaande verbinding Prinsegracht - Grote Marktstraat - Kalvermarkt - Fluwelen Burgwal - Herengracht - Bezuidenhoutseweg. Er werd tramrails aangelegd en veel oude lindebomen gekapt. De HTM-trams die hier gereden hebben zijn de lijnen 3, 4, 4A, 6, 13 en 17.
De tram (lijn 3 en 6) werd, bij de ingebruikname van het viaduct naar het nieuwe Centraal Station bij de Muzenstraat, begin jaren 1970 verlegd en verdween daarmee uit deze straat. De rails zijn echter pas met de ombouw van de straat tot verkeersluw gebied rond het jaar 2000 verwijderd. Een verkeersader is de straat nu niet meer, onder andere door het afsluiten van doorgaand verkeer in de Grote Marktstraat. Nadat het verkeerscirculatieplan van de gemeente Den Haag in 2009 werd ingevoerd, is het niet meer mogelijk van de Fluwelen Burgwal het Spui (of andersom) op te rijden.

## Externe links

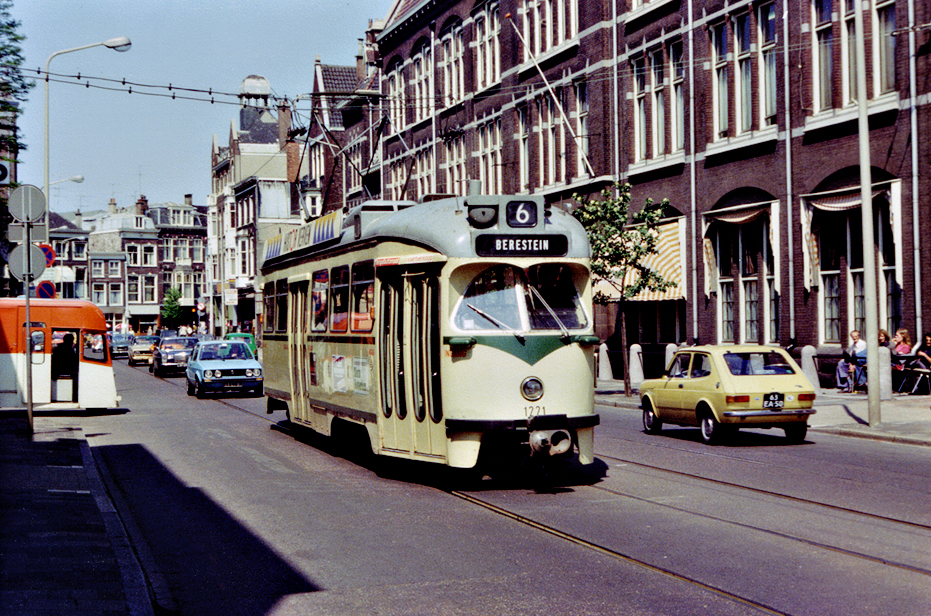
HTM PCC 1221 in de jaren 1970, rechts de Staatsdrukkerij
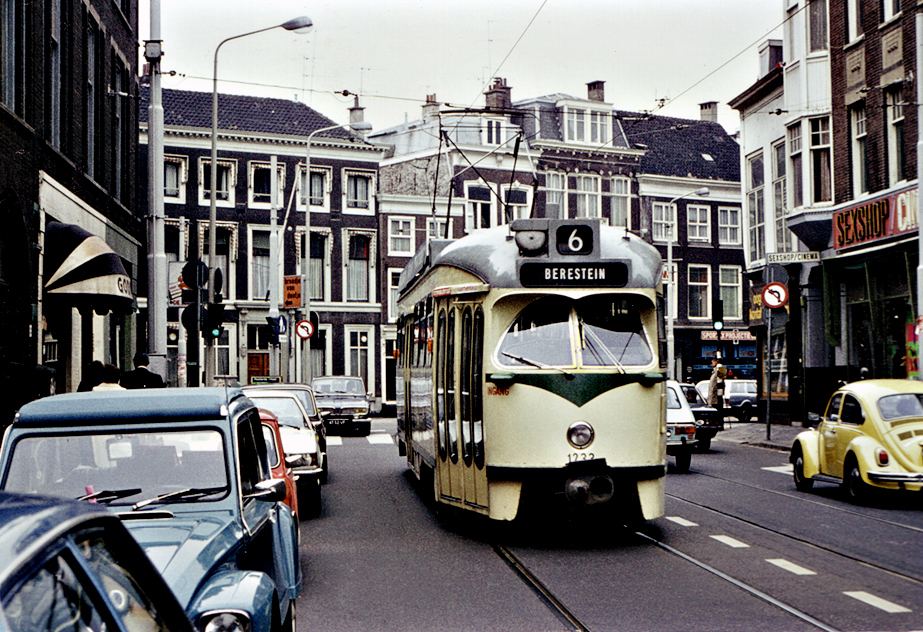
HTM PCC op lijn 6 in de jaren 1970 vlak na de draai vanaf de Herengracht
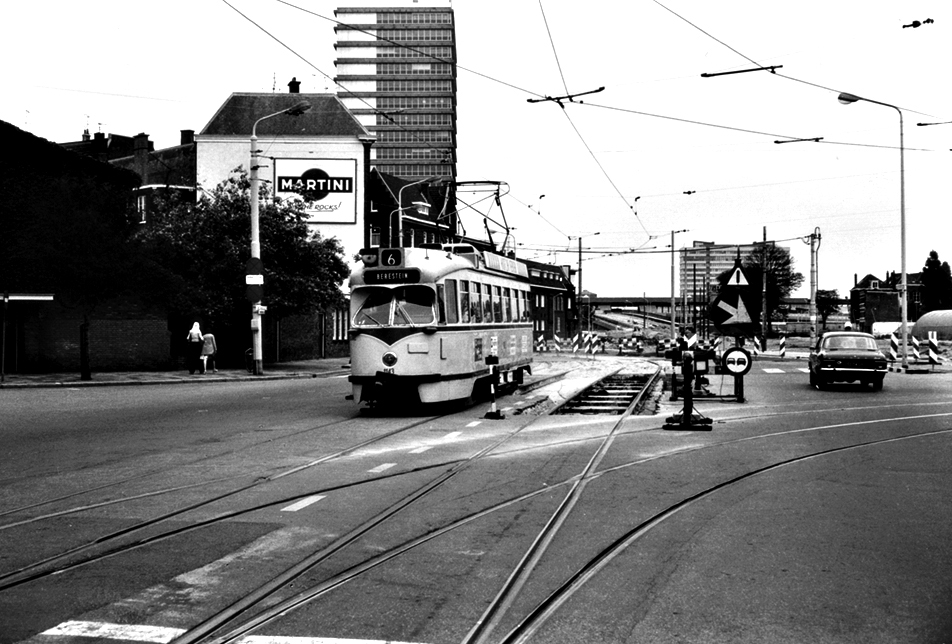
HTM PCC in 1974 bij de Wijnhaven; links Korte Houtstraat, rechts gaat het naar Turfmarkt. Lijn 6 komt net van de Fluwelen Burgwal. In de verte is het tramviaduct in aanleg.
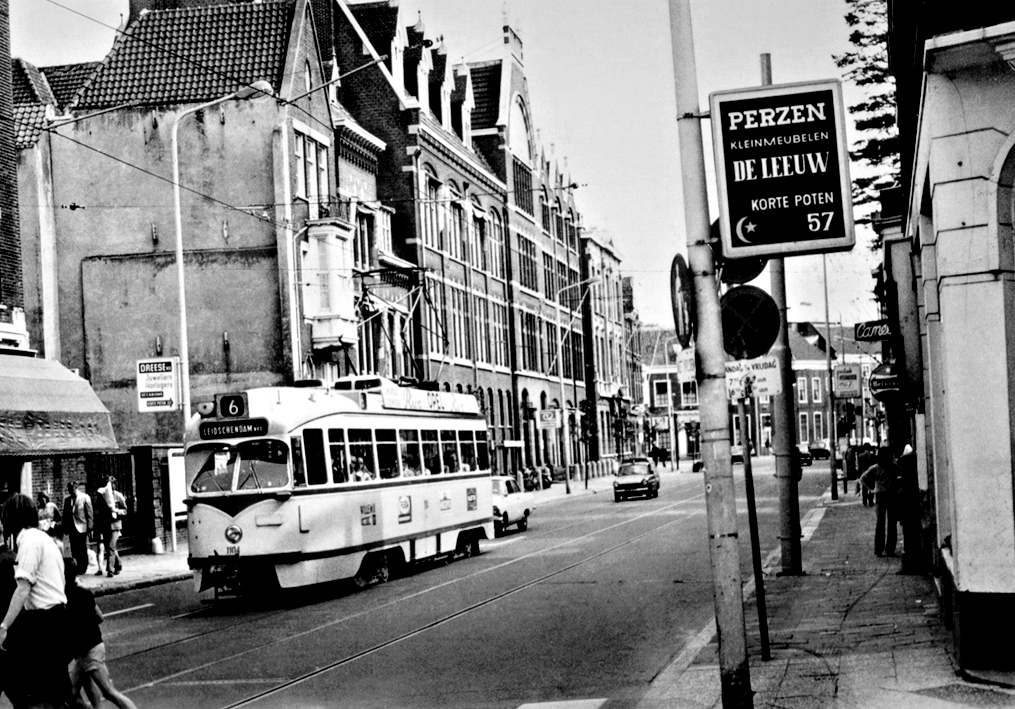
HTM PCC in de jaren 1970 met links de Staatsdrukkerij vanaf de Korte Poten
De Fluwelen Burgwal kijkend naar het noorden van Den Haag
Overzicht van alle gebouwen van de vroegere Staatsdrukkerij
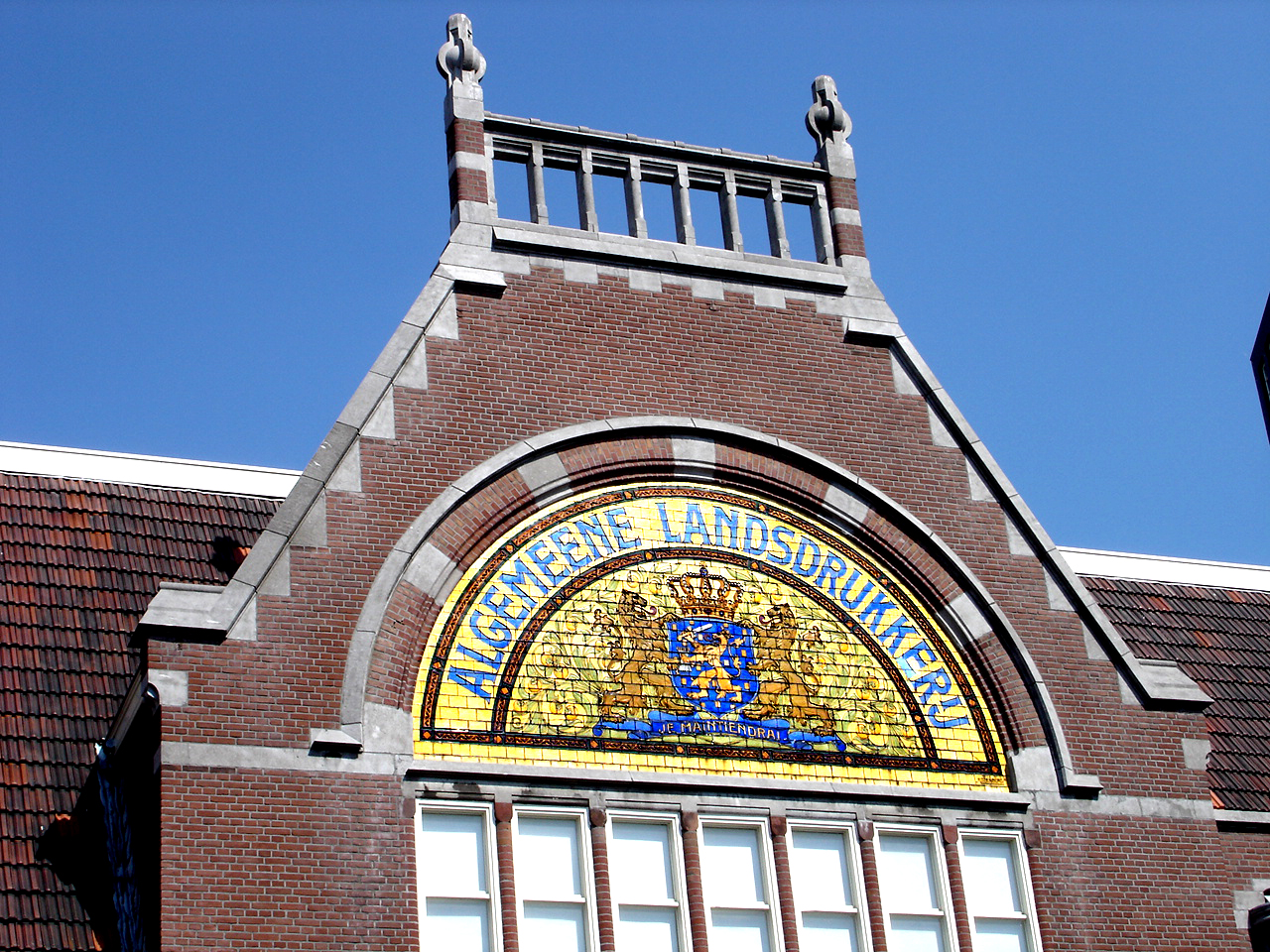
Tegeltableau boven het vroegere gebouw van de Staatsdrukkerij
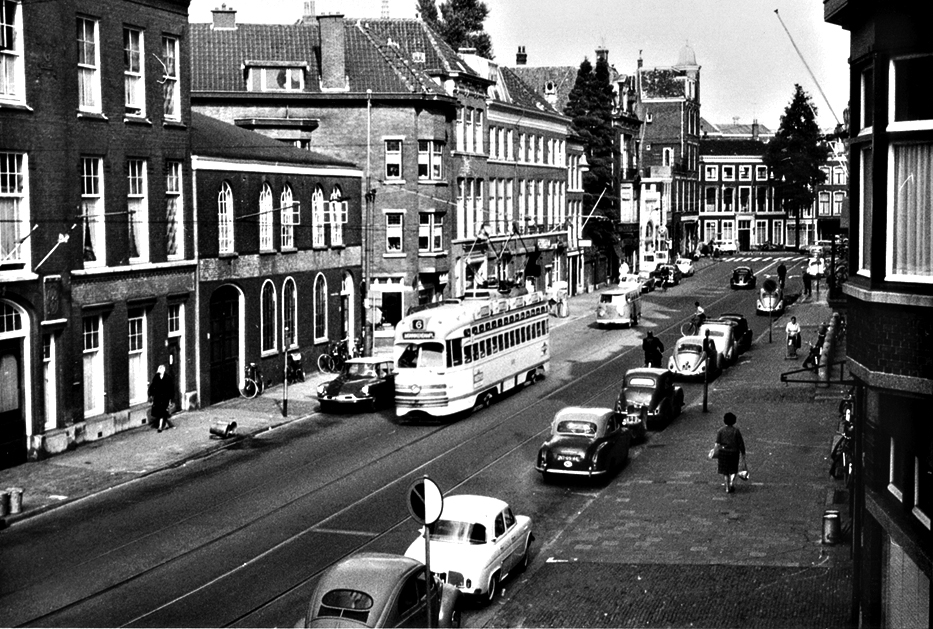
HTM PCC in 1961 met zicht op de oneven kant vanaf de Muzenstraat
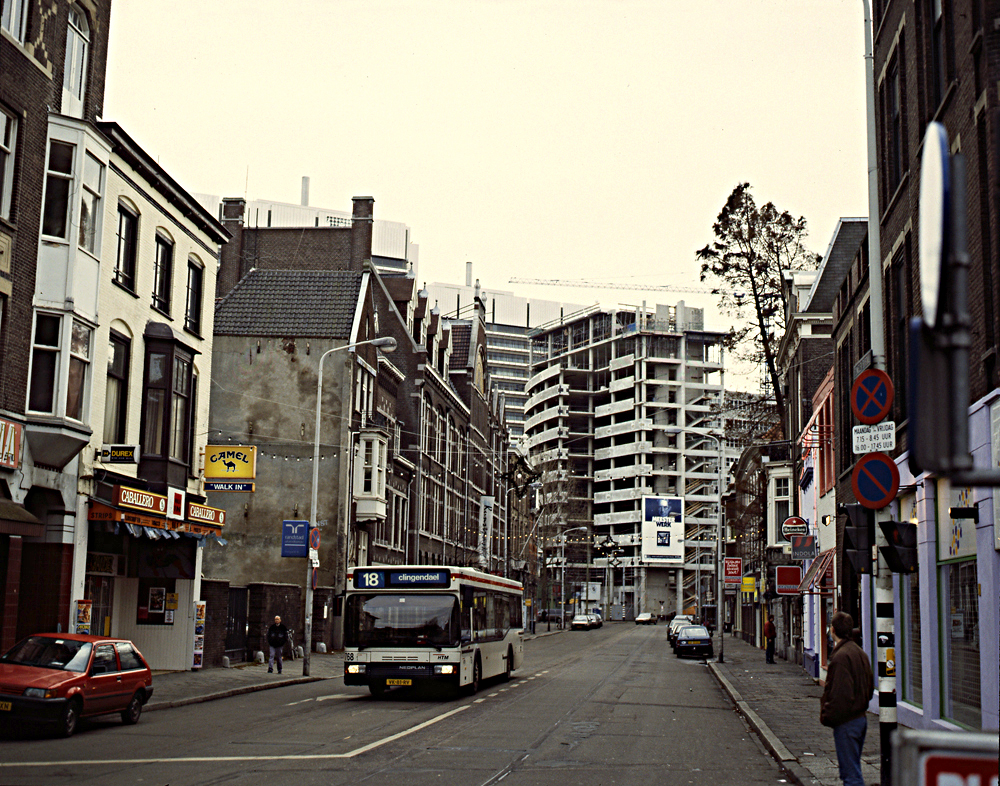
Zicht vanaf de Herengracht op de nieuwbouw van het Haagse stadhuis; goed beeld van de verwaarloosde staat van de straat begin jaren 1990